# Parastrangalis lineigera
Parastrangalis lineigera là một loài bọ cánh cứng trong họ Cerambycidae.